# أوقستو سانتوس سيلفا
أوقستو سانتوس سيلفا (بالبرتغالية: Augusto Santos Silva) (و. 1956  م) هو سياسي، ومعلم مدرسي، وصحفي، وأستاذ جامعي، وعالم اجتماع، من البرتغال، ولد في بورتو.

## جوائز
حصل على جوائز منها:
- وسام الصليب الأعظم لإيزابيلا الكاثوليكية (2018)[2]
- الصليب الأعظم لنيشان كارلوس الثالث (2016).[3]